# 淡粉报春
淡粉报春（学名：Primula tayloriana）为报春花科报春花属下的一个种。

## 扩展阅读
- 維基物種上的相關：淡粉报春